# Feuerbachs invloed op Stirner en Nietzsche
Met zijn kritiek op religie en zijn nadruk op de menselijke zintuiglijkheid heeft de 19e eeuwse Duitse filosoof Ludwig Feuerbach een belangrijke invloed uitgeoefend op zowel Max Stirner als Friedrich Nietzsche. 
Hoewel beide denkers zich uiteindelijk tegen Feuerbach keerden, was hun filosofie in zekere zin ook een reactie op zijn ideeën. Zijn werk vormde in feite een tussenstap in de overgang van het idealisme van Hegel naar het meer individualistische en nihilistische denken van Max Stirner en Friedrich Nietzsche.
Feuerbach legde met zijn materialistische en anti-theologische filosofie het fundament voor het latere radicaal individuele en nihilistische denken van Stirner en Nietzsche. Beide denkers erkenden zijn bijdrage aan de ontmanteling van religieuze illusies, maar verwierpen zijn vervanging daarvan door abstracte idealen zoals "menselijkheid" of "liefde". Voor Stirner blijft alleen het egoïstische individu over; voor Nietzsche slechts de wil tot macht en de noodzaak van herwaardering van alle waarden. Feuerbachs invloed was dus groot, maar vooral als een filosofische ¨springplank¨ die hen ertoe bracht zijn humanisme uiteindelijk te overschrijden.

## Invloed op Max Stirner
Max Stirner noemde Ludwig Feuerbach expliciet in zijn hoofdwerk „Der Einzige und sein Eigentum“ (1844). Hij ging daarin uitgebreid in op Feuerbachs filosofie, vooral op diens kritiek op religie en zijn humanistische mensbeeld. Feuerbach werd meerdere keren bij naam genoemd, vooral in het gedeelte van Stirners boek waarin hij de zogenoemde "liberalen" en "humanisten" bekritiseerde. Hij behandelde Feuerbach kritisch als een vertegenwoordiger van een nieuwe vorm van idealisme en abstractie.
Stirner zag Feuerbachs stelling „De mens is God“ als een herschepping van religieuze onderwerping in seculiere vorm
Stirner noemde in zijn hoofdwerk Feuerbach onder andere in de hoofdstukken "Die Fixen Ideen" (De vaste ideeën), "Die Liberalen" - vooral bij de behandeling van de "humanistische" of "kritische liberalen" - en "Der Mensch" (De mens) — hier besprak hij Feuerbachs idee dat de "mens" als soort het nieuwe absolute is, nadat God zou zijn ontmanteld.
Hoewel hij Feuerbachs afwijzing van religie weliswaar deelde, vond Stirner dat Feuerbach religieuze structuren simpelweg zou vervangen door nieuwe abstracties, zoals "de mens" of "de menselijke essentie".
Volgens Stirner bleef Feuerbach gevangen in een ¨moreel humanisme¨, dat nog steeds boven het individu zou staan. Stirner daarentegen pleit voor een radicale individualiteit: het unieke, concrete zelf (de "Enige") is het enige dat werkelijk bestaat en betekenis heeft. In die zin was Stirners werk juist een verregaande verwerping van Feuerbachs humanisme en een verdere radicalisering van zijn project van ontgoddelijking.
Enkele citaten en context (vrij vertaald):
Stirner bekritiseerde Feuerbachs idee dat de mens (in abstracte zin) in de plaats van God moest worden gesteld. Stirner zegt ongeveer:
"Feuerbach gooit God weg, maar hij behoudt de essentie van het goddelijke in de vorm van ‘de mens’."
Hij stelde dat Feuerbach religie weliswaar bekritiseert, maar dat hij zelf daarbj tevens een nieuwe religie vestigde — namelijk de aanbidding van "de mens", "de mensheid" of "de menselijke essentie". Stirner wees dit af. Dit omdat hij vond dat elk concept buiten het individu — of dat nu God, mensheid, waarheid of moraal is — een beperking zou vormen voor de eigenheid (Einzigkeit) van het individu.
.

## Invloed op Nietzsche
Tussen Nietzsche en Stirner waren twee radicale denkers tussn wie een zongezegde verwantschap bestond en over wie duidelijk is dat zij beiden de opvattingen van Feuerbach volgden en in een verder geradicaliseerde vorm overnamen.
Friedrich Nietzsche (1844–1900) noemde in zijn omvangrijke oeuvre nergens de naam van Max Stirner (1806–1856), Deze opvallende afwezigheid heeft geleid tot speculaties onder filosofen en onderzoekers. Was Nietzsche werkelijk onbekend met Stirners werk? Of koos hij er bewust voor om hem te negeren, mogelijk uit angst voor vereenzelviging of plagiaatbeschuldiging? Er waren duidelijke overeenkomsten maar ook belangrijke onderlinge verschillen in hun verdere radicalsering van Feuerbachs opvattingen,
Met name Eduard von Hartmann en Friedrich Albert Lange waren beiden invloedrijke filosofen die Nietzsche las en waardeerde, en die beiden expliciet verwezen naar Stirner.
Sommigen suggereren dat Nietzsche Stirner bewust niet noemde. Dat kan verschillende motieven hebben. Stirners boek werd in zijn tijd als extreem en zelfs krankzinnig beschouwd. Om niet in diskrediet te raken, kon Nietzsche het nodig achten zich niet met hem te associëren. Een andere mogelijkheid is dat Nietzsche Stirners invloed onderbewust absorbeerde — of zelfs dat hij zich van een (te grote) verwantschap bewust werd en juist daarom afstand hield.
Ook Nietzsche wil evenals Stirner afrekenen met universele waarden die boven het individu ziuden staan. Zijn Übermensch belichaamde een type mens dat zijn eigen waarden zou scheppen en zich bevrijden van de opgelegde moraal, met name die van het christendom
Zowel Stirner als Nietzsche waren felle critici van het christendom die nog verder gingen dan Feuerbach. Stirner ziet religie als een van de vele spooksels die het individu onderwerpt, terwijl Nietzsche spreekt over “de dood van God” en de vervalste moraal die uit het christendom is voortgekomen. Beide denkers wijzen de altruïstische, zelfverloochenende moraal van het christendom af, omdat zij het leven zou onderdrukken in plaats van bevestigen. Nietzsche doet dit echter zonder hun voorbode Stirner te noemen.
Nietzsche werd evenals Stirner desalniettemin beïnvloed door Feuerbachs kritiek op religie en zijn idee dat God een menselijke projectie zou zijn. Deze gedachte zou een voorloper zijn van Nietzsche's beroemde uitspraak"God is dood"(waarbij vaak deze belangrijke toevoeging weggelaten wordt:"De mensen hebben hem gedood"), waarmee hij doelt op het instorten van het traditionele christelijke waardensysteem. Toch vond Nietzsche Feuerbach te naïef in zijn mensbeeld. Waar Feuerbach de mens nog ziet als een edel, zintuiglijk wezen dat bevrijd kan worden van religieuze illusies, stelt Nietzsche dat ook humanistische idealen slechts nieuwe vormen van slavernij zouden zijn.
Plaatsen in Nietzsches werk waar hij expliciet Ludwig Feuerbach noemt: in zijn rijpere werk (citaten uit brieven of dagboeken, niet in de formele publicaties):
- “Fichte, Schelling, Hegel, Schleiermacher, Feuerbach, Strauß – alles Theologen.”
- “Fichte, Schelling, Hegel, Feuerbach, Strauß – das stinkt alles nach Theologen und Kirchenvätern.”

Deze scherpe uitspraak vinden we niet in zijn gepubliceerde werk, zoals de vele poëtische of filosofische essays, noch in zijn enige filosofische roman "Also sprach Zarathustra".
In zijn jongere jaren las Nietzsche Feuerbach grondig, met titels als Das Wesen des Christentums en Gedanken über Tod und Unsterblichkeit die zelfs op zijn verlanglijstje voor zijn zeventiende verjaardag vermeld stonden.
Opmerkelijk is wél het feit dat Nietzsche geïnspireerd werd via de compilatie van Feuerbach’s uitspraken in de geschiedenis van materialisme van Friedrich A. Lange — die Nietzsche bezat en die hem heeft beïnvloed (en waarin ook Stirner werdvermeld, die Nietzsche echter nergens zou noemen. Ook dit bleek een indirecte invloed: Nietzsche noemde Feuerbach evenmin met name, maar citeerde soms een geredigeerde samenvatting uit Lange’s werk.
Nietzsche noemde Ludwig Feuerbach uitsluitend in informele contexten zoals persoonlijke notities of brieven — nooit expliciet in zijn gepubliceerde filosofische werken. Hij toonde wel duidelijke invloed van Feuerbach, met name in zijn jeugd via directe lectuur, en later via secundaire bronnen zoals Lange – maar bleef in zijn gepubliceerde oeuvre enigszins stil ten aanzien van Feuerbach, evenals over Stirner.